# Quasillina intermedia
Quasillina intermedia är en svampdjursart som beskrevs av Boury-Esnault, Pansini och Uriz 1994. Quasillina intermedia ingår i släktet Quasillina och familjen Polymastiidae. Inga underarter finns listade i Catalogue of Life.